# Транспонування (право)
У законодавстві Європейського Союзу транспонування або транспозиція — процес, за допомогою якого країни-члени Європейського Союзу надають чинности директиві шляхом ухвалення відповідних заходів щодо впровадження. Транспонування зазвичай здійснюється первинним або вторинним законодавством.
Європейська комісія уважно стежить за тим, щоб транспозиція була своєчасною, правильною та реалізованою для досягнення запланованих результатів. Неправильна транспозиція може бути результатом невиконання дій (залишення осторонь певних положень), розбіжностей (інша сфера застосування, перевищене регулювання чи вимога), «перевищення вимог директиви», «подвійного банківського обслуговування» (перекриття між існуючими національними законами та транспонованою директивою) або «розповзання нормативними актами» (надмірне виконання або стан невизначеності щодо статусу регулювання).
Європейська комісія може подати справу в Суд Справедливости проти держав, які не транспонували директиви належним чином. Крім того, будь-яка особа або компанія в державі-члені може подати скаргу до Комісії щодо неправильної або затримки транспозиції директиви ЄС або «щодо будь-якого заходу (закону, нормативного або адміністративного заходу) чи практики, що приписується державі-члену і яку вони вважають несумісною з положенням або принципом законодавства ЄС».
Комісія публікує щорічний звіт із підсумковим підсумком транспонування законодавства ЄС із статистичними даними щодо кількості та типів порушень у кожній країні та секторі.